# بومونت آسکوئیث
بومونت آسکوئیث (انگلیسی: Beaumont Asquith; ۱۶ سپتامبر ۱۹۱۰ – ۱۲ آوریل ۱۹۷۷) بازیکن فوتبال اهل بریتانیا بود.
از باشگاه‌هایی که در آن بازی کرده‌است می‌توان به باشگاه فوتبال بارنزلی، باشگاه فوتبال منچستر یونایتد، و باشگاه فوتبال برادفورد سیتی اشاره کرد.